# Grzegorz Podstawek
Grzegorz Podstawek (ur. 25 czerwca 1979 we Wrocławiu) – polski piłkarz, był zawodnikiem m.in. Śląska Wrocław, Arki Gdynia czy Poloni Bytom. Trener UEFA A, obecnie prowadzi drużynę WKS Wierzbice występującą we Wrocławskiej klasie okręgowej. W Ekstraklasie w 95 spotkaniach strzelił 20 goli.